# Chèo bẻo mỏ quạ
Chèo bẻo mỏ quạ (tên khoa học Dicrurus annectens, đồng nghĩa: Dicrurus annectans), là một loài chim trong họ Dicruridae.
Chèo bẻo mỏ quạ được tìm thấy ở: Bangladesh, Bhutan, Brunei, Campuchia, Trung Quốc, Ấn Độ, Indonesia, Lào, Malaysia, Myanmar, Nepal, Philippines, Singapore, Thái Lan và Việt Nam. Môi trường sống tự nhiên của chúng là các khu rừng đất thấp ẩm nhiệt đới hoặc cận nhiệt đới và rừng ngập mặn cận nhiệt đới hoặc nhiệt đới. 